# Mummia di Grottarossa

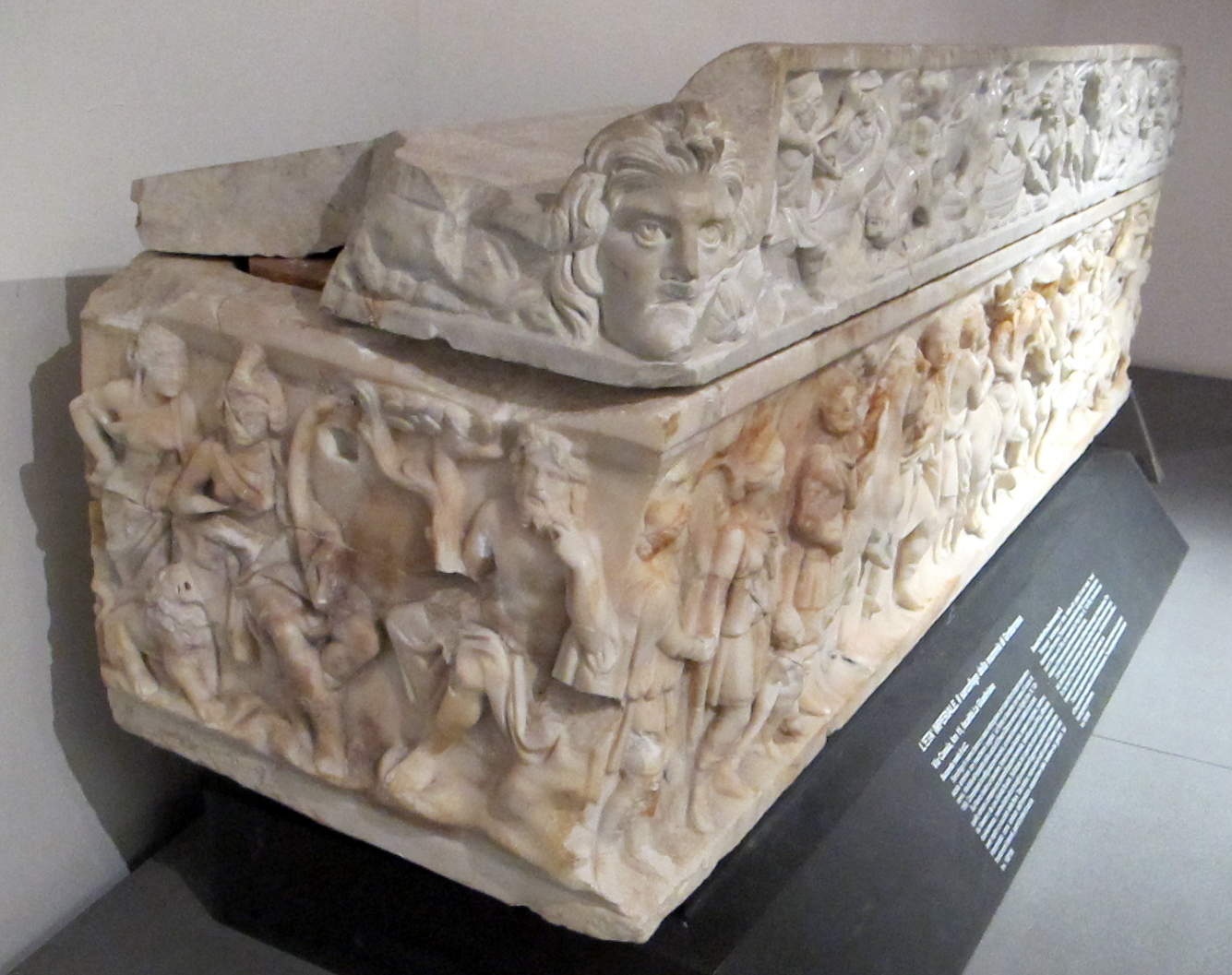
Sarcofago della mummia di Grottarossa

La mummia di Grottarossa è una mummia romana di una bambina di otto anni, risalente alla metà del II secolo d.C.
È conservata in una sala del piano interrato del Museo nazionale romano di Palazzo Massimo, in una teca a temperatura e umidità controllate, illuminata con luce attenuata e filtrata dalle radiazioni dannose, per garantirne la conservazione. La mummia è conosciuta con il nome di "mummia di Grottarossa" perché fu ritrovata, il 5 febbraio 1964, appunto in prossimità di Grottarossa (a nord di Roma), all tredicesimo km e 600 circa della Via Cassia in quella che successivamente verrà chiamata "Via dei Martiri de La Storta", in una discarica dove era stata gettata con tutto il sarcofago, assieme ad elementi del suo corredo funerario, anch'esso esposto nel museo.

## Analisi

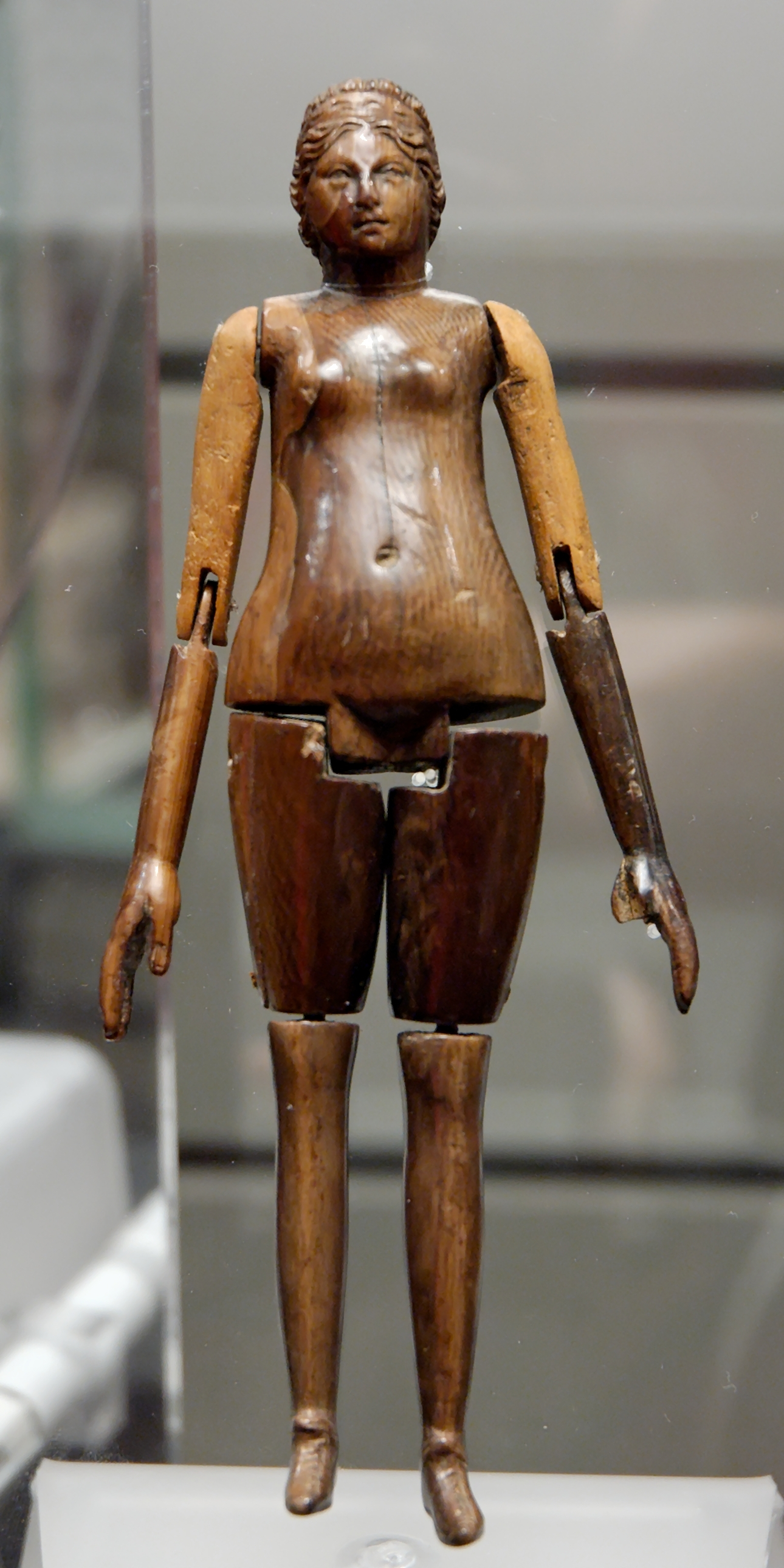
Bambolina di avorio alta 16,5 cm snodabile trovata accanto alla mummia di Grottarossa.

La fanciulla romana, caucasica era probabilmente originaria dell'Italia settentrionale o centrale. Il corpo fu mummificato, senza asportare cervello e le viscere (che si possono ancora osservare mediante indagini di tomografia computerizzata) e utilizzando bende di lino impregnate di sostanze odorose e resinose (una pratica diffusa in Egitto ma raramente attestata a Roma).
Dalle analisi effettuate risulta che la fanciulla avesse avuto diverse infezioni e soffrisse di carenze nutrizionali, ma a causarne la morte fu una fibrosi pleurica bilaterale. Nonostante la malnutrizione, la bambina non apparteneva a una famiglia povera, ma anzi, faceva parte di una famiglia romana, forse convertita al culto della dea egizia Iside, benestante e agiata.
Il corpo della bambina era avvolto, infatti, in una pregiata tunica di seta cinese ed era ornato da una collana in oro e zaffiri, inoltre aveva due orecchini di filo d'oro e un anello con castone aureo sul quale era incisa una vittoria alata. Un filo avvolgeva parte dell'anello per ridurne il diametro. Accanto al corpo fu trovata anche una bambola in avorio con braccia e gambe articolate. Completavano il corredo funerario alcuni vasetti di ambra rossa, piccoli amuleti ed un minuto busto femminile, sempre di ambra.
Il sarcofago che la racchiudeva, in marmo bianco, con mascheroni angolari, era decorato con scene di caccia al cervo ispirate all'episodio di Enea e Didone, descritto nel IV libro dell'Eneide.